# Smrt pedofila
Smrt pedofila je český televizní film z roku 2003, který režíroval Ivan Pokorný.

## Děj
Major Březina přijíždí do věznice objasnit pokus o vraždu jednoho z vězňů. Jedná se o učitele Daňka odsouzeného za zabití žáka, se kterým měl navíc milostný poměr.

## Obsazení
| Jana Janěková        | psycholožka Jana Petrová |
| Jan Hrušínský        | mjr. Svatopluk Březina   |
| Robert Jašków        | Tomáš Daněk              |
| Vojtěch Kotek        | Honza                    |
| Marek Ronec          | Koutecký                 |
| Mykola Hejko         | Afanasjev                |
| Jiří Body            | Tánczos                  |
| Luboš Vrnata         | Hlavoun                  |
| Michael Hofbauer     | Kanibal                  |
| Hana Seidlová        | Koutecká                 |
| Edita Deméterová     | Tánczosová               |
| Simona Babčáková     | Karlíková                |
| Tomáš Turek          | lékař                    |
| Jan Novotný          | Jan Říha                 |
| Magdaléna Weigertová | Říhová                   |
| Jorga Kotrbová       | Danková                  |
| Martin Mejzlík       | Roháč                    |
| Natálie Drabiscáková | listonoška               |
| Zbyněk Roubal        | Synek                    |
| Čestmír Gebouský     | starší kriminalista      |
| Klára Cibulková      | obhájkyně                |
| Jan Bidlas           | mladý policista          |
| Martin Hofmann       | místní policista         |
| Lenka Veliká         | policistka               |
| Jaroslava Pokorná    | starší ošetřovatelka     |